# Шевченка (Черкаський район)
Шевче́нка — село в Україні, у Черкаському районі Черкаської області, у складі Березняківської сільської громади. Розташоване за 23 км від міста Черкаси.

## Населення
За даними перепису 2001 року у селі мешкала 341 людина.

### Мовний склад
Рідна мова населення за даними перепису 2001 року:
| Мова       | Чисельність, осіб | Доля     |
| ---------- | ----------------- | -------- |
| Українська | 334               | 97,95 %  |
| Російська  | 6                 | 1,76 %   |
| Інше       | 1                 | 0,29 %   |
| Разом      | 341               | 100,00 % |